# Tuesday Afternoon (Stonecake)
Tuesday Afternoon is een nummer van de Zweedse band Stonecake uit 1993. Het is afkomstig van hun debuutalbum Under the Biketree.
"Tuesday Afternoon" is een rockballad die vaak wordt vergeleken met het werk van de The Beatles, en met name Paul McCartney. Het nummer leverde Stonecake een grote hit op in hun thuisland Zweden, waar het de 3e positie bereikte. Daarbuiten werd het alleen in Nederland een klein succesje. Het werd door diverse radiostations gedraaid, maar bereikte slechts de 17e positie in de Tipparade.

## Tracklijst
7"
1. "Tuesday Afternoon" - 4:04
2. "Under the Biketree" - 4:48